# Afroedura pienaari
Afroedura pienaari (скельний гекон Бродлі) — вид геконоподібних ящірок родини геконових (Gekkonidae). Ендемік Південно-Африканської Республіки. Описаний у 2014 році.

## Поширення і екологія
Afroedura pienaari мешкають в горах Саутпансберг в провінції Лімпопо, на схід до Національного парка Крюгер. Вони живуть в тріщинах серед скель, на висоті від 800 до 1200 м над рівнем моря.